# Eponimy medyczne
Eponimy medyczne – terminy używane w medycynie, określające przede wszystkim jednostki i objawy chorobowe oraz pojęcia anatomiczne i fizjologiczne, biorące swoją nazwę od nazwisk ludzi, najczęściej lekarzy, którzy opisali je po raz pierwszy. Rzadziej eponimy pochodzą od nazwisk pacjentów (np. choroba Lou Gehriga, zespół Cowden) albo postaci mitologicznych (np. zespół Proteusza) bądź literackich (np. zespół Otella). Tworzenie eponimów medycznych jest praktyką od wieków stosowaną w zachodniej medycynie. W czasach, gdy nauka nie potrafiła określić przyczyny większości chorób, często o zbliżonym obrazie klinicznym, nadanie im charakterystycznych nazw pozwalało uporządkować gromadzoną wiedzę medyczną.
Obecnie w medycynie odchodzi się od tworzenia nowych eponimów medycznych. Ujednolicenie mianownictwa anatomicznego sprawiło, że wiele eponimów anatomicznych zostało zarzuconych; postęp wiedzy w wielu specjalnościach klinicznych sprawił też, że niektóre choroby, opisywane dotąd jako odrębne jednostki nozologiczne, okazały się mieć tę samą przyczynę. W XX wieku stopniowo zmienił się też styl uprawiania nauki, także medycyny, i coraz mniej odkryć, w tym nowych chorób, zależało od jednego naukowca. Międzynarodowy zasięg czasopism medycznych także wymagał ujednolicenia mianownictwa, a w wielu krajach funkcjonowały (i nadal funkcjonują) zwyczajowe nazw chorób, nieużywane poza jego granicami. Przykładem może być nazwa choroby Leśniowskiego-Crohna, stosowana jedynie w Polsce, albo zespół Szereszewskiego-Turnera, używana w krajach dawnego ZSRR na określenie zespołu Turnera. Niektóre eponimy powoli tracą na znaczeniu i idą w zapomnienie, podczas gdy inne są dalej bardzo powszechne (np. zespół Downa, choroba Alzheimera).
Argumenty zwolenników eponimów medycznych są następujące:
- ułatwiają zapamiętanie nazwy choroby, nierzadko są krótsze od pełnej nazwy choroby niebędącej eponimem
- niekiedy zastępują powszechną, ale niepoprawną nazwę choroby
- zespół może mieć złożoną etiologię, trudną do uwzględnienia w opisowej nazwie
- używanie eponimów medycznych jest wyrazem pamięci o lekarzach zasłużonych dla medycyny.

Argumenty przeciwników eponimów medycznych:
- nie niosą żadnej informacji o chorobie, poza historyczną
- nazwy faworyzują medycynę zachodnią
- często pierwszeństwo w odkryciu choroby przypisano innej osobie
- eponimy mogą honorować osoby niegodne tego zaszczytu
- w wielu krajach funkcjonują „narodowe” eponimy, niezrozumiałe dla lekarzy innych narodowości.

## Eponimy medyczne a Holocaust
Nieodosobnione są głosy nawołujące do zarzucenia eponimów honorujących lekarzy, którzy sprzeniewierzyli się swojej profesji, mając swój udział w Holocauście (czynny, jako lekarze obozowi, albo mniej dobitny, ograniczający się do popierania nazistów) oraz popierając ruch eugeniczny. Na 18. Międzynarodowym Spotkaniu Izraelskiego Towarzystwa Medycznego w 2007 roku przedstawiono referat wskazujący osoby uhonorowane „niesłusznie”, a także lekarzy, którzy zginęli w obozach koncentracyjnych lub czynnie sprzeciwiali się nazizmowi. Do pierwszej grupy zaliczono Hansa Eppingera, Juliusa Hallervordena, Jussufa Ibrahima, Eduarda Pernkopfa, Hansa Conrada Juliusa Reitera, Hansa-Joachima Scherera, Hugona Spatza, Waltera Stoeckela, Friedricha Wegenera; grupa lekarzy popierających eugenikę była większa, autorzy wskazali nazwiska Eugene Charlesa Aperta, Wilhelma Hisa Jr, Roberta Foster Kennedy’ego i Madge Thurlow Macklin. Do drugiej grupy lekarzy więzionych lub zamordowanych w obozach koncentracyjnych należą Abraham Buschke, Simon van Creveld, Łucja Frey-Gottesman, Karl Herxheimer, Ludwig Pick, Jenö Alexander Pólya, Arthur Simons.
Część z tych eponimów budziła kontrowersje już wcześniej; proponowano zastąpić nazwę zespołu Reitera w połowie lat 90, ziarniniakowatość Wegenera również, aczkolwiek wina Wegenera nie jest oceniana tak jednoznacznie. Podważono też zasadność honorowania nazwą zespołu Rene Leriche’a.

## Forma dzierżawcza i mianownikowa
W literaturze anglojęzycznej spotyka się niekonsekwencję w stosowaniu formy dzierżawczej i formy mianownikowej nazwisk w nazwach eponimicznych. Niektóre czasopisma (np. New England Journal of Medicine) konsekwentnie stosują formę dzierżawczą (np. Duchenne’s dystrophy), natomiast czasopisma American Medical Association, twórcy katalogu Mendelian Inheritance in Man, członkowie Council of Science Editors i redaktorzy części podręczników (m.in. Neurologii Merritta) opowiadają się za formą mianownikową (Duchenne dystrophy).

## Liczba eponimów medycznych
Nie wiadomo ile dokładnie eponimów medycznych powstało. W internetowej bazie danych WhoNamedIt założonej przez Ole Daniela Enersena w 1994 roku według stanu na kwiecień 2008 znajdowało się 8086 eponimów opisanych w 3990 osobnych hasłach, którym odpowiada 3189 biogramów uhonorowanych lekarzy. Drugie wydanie słownika eponimów medycznych Stedman’s Medical Eponyms (Lippincott Williams & Wilkins 2005) zawiera ponad 15 000 haseł. Popularnych i używanych do dziś eponimów jest dużo mniej, jednak podręczniki medycyny nadal chętnie z nich korzystają. Dwutomowy podręcznik Choroby wewnętrzne (Medycyna Praktyczna, Kraków 2005) samych eponimicznych nazw zespołów chorobowych wymienia około 140.

## Lista eponimów medycznych
Najliczniejsze grupy eponimów medycznych stanowią terminy określające nazwy chorób i nazwy objawów chorobowych, a także odnoszące się do anatomii człowieka. Zobacz osobne artykuły by zapoznać się z listami tych nazw i nazwisk, od których wzięły swoje nazwy.
- lista eponimicznych nazw chorób
- lista eponimicznych nazw objawów chorobowych
- lista eponimów anatomicznych i histologicznych

A B C Ć D E F G H I J K L Ł M N O P Q R S Ś T U V W X Y Z Ź Ż Przypisy Bibliografia

## A
- test Aalsmeera – William Charles Aalsmeer
- reakcja Abderhaldena – Emil Abderhalden
- test Adama
- próba Addisa – Thomas Addis
- próba Addisa-Shevky – Thomas Addis, Marion C. Shevky
- próba Adlera – Oskar Adler
- dźwignia Albarrana
- metoda Aldridge'a
- prawo Aleksandra
- test Amotta-Saundersa
- metoda Amreicha-Richtera
- test Amslera – Marc Amsler
- objaw Amussata
- test Anvila
- skala Apgar – Virginia Apgar
- test Apleya
- wzór Areya – Leslie Brainerd Arey
- metoda Arlta
- prawo Arndta-Schulza
- wzór Arnetha – Joseph Arneth
- reakcja Arthusa – Nicolas Maurice Arthus
- próba Aschheima-Zondeka
- komórki Askanazy'ego
- skala Astlera-Collera
- współczynnik Ayali – Giuseppe Ayala

## B
- kleszczyki Babcocka
- próba Babińskiego-Weilla
- zacisk Backhausa
- odruch Bainbridge’a – Francis Arthur Bainbridge
- operacja Baldy’ego-Frankego
- rozwieracz Balfoura
- skala Balthazara
- pierścień Bandla – Ludwig Bandl
- próba Banga – Ivar Christian Gottfried Bang
- uszkodzenie Bankarta
- okulary Bartelsa
- test Bauera – Julius Bauer
- wzór Bazetta – Henry Cuthbert Bazett
- tamponada Bellocqa –
- białko Bence Jonesa – Henry Bence Jones
- test Bender – Lauretta Bender
- próba Benedicta – Stanley Rossiter Benedict
- metoda Bennholda – Hans Hermann Bennhold
- test Bersteina
- reakcja Besredki – Aleksander Michaiłowicz Besredka
- próba Biala – Manfred Bial
- test Bielschowsky'ego – Alfred Bielschowsky
- zjawisko Bielschowsky'ego – Alfred Bielschowsky
- odczyn Biernackiego – Edmund Faustyn Biernacki
- skala Bijstervelda – O. Paul van Bijsterveld
- metoda Billingsów
- operacja Billroth I – Theodor Billroth
- operacja Billroth II – Theodor Billroth
- skala Bishopa
- skala Blooma-Richardsona
- gorset Blounta
- metoda Bobatha – Karel Bobath, Berta Bobath
- efekt Bohra
- operacja Bondy’ego
- pinceta Bonneya
- odczyn Bordet-Gengou
- podłoże Bordeta-Gengou
- test Bowdena
- śniadanie Boydena, komora Boydena
- zacisk Bozemana
- strzykawka maciczna Brauna
- manewr Brachta
- pomoc ręczna Brachta-Cowjanowa – Napoleon Cowjanow
- test Bragaarda
- skurcze Braxtona Hicksa – John Braxton Hicks
- hak Brauna, kranioklast Brauna
- wziernik Breisky’ego – August Breisky
- wzór Broki
- próba Browna
- cewnik Broviaca
- test Brujninksa-Oseretzky’ego
- odczyn Bujwida – Odo Feliks Kazimierz Bujwid
- operacja Burcha
- płyn Burowa
- haki Buscha

## C
- pierścienie Cabota – Richard Clarke Cabot
- operacja Caldwella-Luca – Georg Caldwell, Henri P. Luc
- kikut Callandera
- łuk Calvego
- test Casoniego
- odczyn Castellaniego – Aldo Castellani
- skala Centora – Robert M. Centor
- objaw Chadwicka – James Read Chadwick
- linia Chamberlaina – W. Edward Chamberlain
- kryształy Charcota-Leydena – Jean-Martin Charcot, Ernst Viktor von Leyden
- odczyn Chediaka – Alexander Moisés Chédiak
- zacisk Cherona
- skala Childa-Pugha – C.G. Child, R.N. Pugh
- operacja Choparta
- przetoka Cimino-Brescii
- czynnik Christmasa – Stephen Christmas
- test Clarka – Peter A. Clark
- metoda Cobba – John Robert Cobb
- odczyn Coburna-Pauliego
- wzór Cockcrofta-Gaulta
- rozwieracz Collina
- odczyn Coombsa – Robin Coombs
- próba Cottle’a, test Cottle’a – Maurice Cottle
- test Cozena
- zabieg Credégo, zabieg położniczy Credégo – Carl Credé
- kapsułka Crosby’ego –William Holmes Crosby
- klamra Crutchfielda
- spirale Curschmanna – Hans Curschmann
- test Cutlera – Jacob Cutler
- odruch Czermaka – Johann Nepomuk Czermak

## D
- biopsja Danielsa
- test Dawbarna
- operacja Davidowa
- opatrunek Desaulta
- imadło Deschampa
- odczyn Dicków – George Frederick Dick, Gladys Rowena H. Dick
- manewr Dix-Hallpike'a
- test Donatha-Landsteinera – Julius Donath, Karl Landsteiner
- fundoplikacja Dora – Jacques Dor
- wkręt Doyena
- hak Doyena
- wskaźnik de Ritisa
- skala Dubowitzów – Lilly Dubowitz, Victor Dubowitz
- metoda Duke’a – William Wedell Duke
- mechanizm Duncana

## E
- Próba Ehrlicha – Paul Ehrlich
- trójkąt Einthovena
- test Eijkmana – Christiaan Eijkman
- metoda Esbacha
- zabieg Esmarcha, rękoczyn Esmarcha
- bateria Ewinga

## F
- metoda Facklera
- test Fagerströma
- test Fåhræusa-Westergrena – Robert Sanno Fåhræus, Alf Vilhelm Albertsson Westergren
- test Fairbanka
- hak Farabeufa – Louis Hubert Farabeuf
- zacisk Feure'a
- metoda Feulgena, odczyn Feulgena
- wzór Ficka
- test Finkelsteina
- odczyn Fletchera
- cewnik Foleya – Frederic Eugene Basil Foley
- metoda Fonio
- operacja Fontana – Francis Fontan
- skala Forresta
- zacisk Förstera-Ballengera
- odczyn Foshaya
- test Fowlera
- skala Frankla
- odczyn Freia – Wilhelm Siegmund Frei
- poduszka Frejki
- okulary Frenzla
- operacja Freyera
- hak Fritscha

## G
- technika Gallie
- test Gänsslena
- manewr Gaskin
- objaw Gaussa
- próba Gellé
- operacja Gilliama
- skala Glasgow
- skala Gleasona
- metoda Gmelina
- trójlustro Goldmanna
- skala Grannuma
- skala Greena
- plateau Grehanta
- test Grifki
- wymiar Groedla – Franz Maximilian Groedel
- wskaźnik sercowy Grollmana
- cewnik Groshonga
- metoda Grotta – Józef Wacław Grott
- odczyn Grubera-Widala
- cienie Gumprechta
- metoda Gustafsona
- zacisk Guyona

## H
- szpatułki jelitowe Haberera
- wskaźnik ischemiczny Hachinskiego – Vladimir Hachinski
- operacja Halbana
- efekt Haldane’a
- manewr Hallpike'a
- zabieg Halsteda – William Stewart Halsted
- test Hama – Thomas Hale Ham
- liczba Hamburgera
- skala depresji Hamiltona
- próba Hamolsky’ego
- kryteria Hannifina-Rajki
- hak Harringtona
- operacja Harrisa
- reguła Harrisa-Benedicta
- bruzda Harrisona
- operacja Hartmanna
- roztwór Hartmann – Alexis Hartmann
- test Hawkinsa
- płyn Hayema
- rozszerzadło Hegara
- igłotrzymacz Hegara
- objaw Hegara
- rękoczyn Heimlicha
- kardiomiotomia metodą Hellera – Ernst Heller
- prawo Henry’ego
- dostęp Henry’ego
- nomogram Henssgego – Claus Henssge
- egzoftalometr Hertla
- próba Hessa
- metoda Hilgenreinera
- operacja antyrefluksowa Hilla – Lucius D. Hill
- test Hirschberga – Julius Hirschberg
- odczyn Hirsta
- próba Hoescha
- próba Holzera
- skala Hounsfielda – Godfrey N. Hounsfield
- komórki Hürthle’a – Karl Hürthle
- test Hughstona
- zęby Hutchinsona

## I
- aparat Ilizarowa – Gawriił Ilizarow
- test Inslera
- metoda Irvinga
- tablice Ishihary – Shinobu Ishihara

## J
- manewr Jacquemiera – Jean M. Jacquemier
- próba Jaffego
- metoda Jahhsa
- test Jakoba
- odczyn Jarischa-Herxhemera-Łukasiewicza
- gorset Javetta
- zabieg Jawdyńskiego-Crile’a – George Crile, Franciszek Jawdyński
- manewr Jendrassika – Ernő Jendrassik
- test Jobe'a
- histerektomia sposobem Joela-Cohena
- kryteria Jonesa
- projekcja Judeta

## K
- odczyn Kahna
- wziernik Kallmorgena
- metoda Kaltenborna-Evjentha
- zacisk Kantrowitza
- skala Karnofsky’ego – David A. Karnofsky
- ćwiczenia Kegla
- dren Kehra – Hans Kehr
- układ Kell – Kellacher (nazwisko pacjentki)
- skala Kellgrena-Lawrence’a
- klasyfikacja Killipa-Kimballa
- drut Kirschnera – Martin Kirschner
- rama Kirschnera – Martin Kirschner
- test Kleinhauera-Bertkego
- hipoteza Knudsona – Alfred G. Knudson
- zacisk Kochera(-Ochsnera)
- klem Kochera
- sposób Kochera
- klasyfikacja Kodsiego
- metoda Korotkowa – Nikołaj Korotkow
- test Krausa-Webera
- test Kremera
- zabieg Kristellera (manewr, rękoczyn) – Samuel Kristeller
- postrzał Krönleina
- gwóźdź Küntschera
- odczyn Kveima, antygen Kveima – Morten Ansgar Kveim

## L
- test Lachmanna
- zacisk Laheya
- punkt Lanza
- próba Lattesa
- projekcja Lauensteina
- metoda Lee-White’a
- chwyty Leopolda – Christian Gerhard Leopold
- objaw Lhermitte’a
- figury Lichtenberga
- operacja Lichtensteina
- metoda Liljestranda-Zandera
- zgłębnik Lintona-Nachlasa
- pętla Lippesa
- strefy Loosera-Milkmana
- procedura Lortata-Jacoba – Jean-Louis Lortat-Jacob
- test Loseego
- skala Lovetta
- sposób Lövseta, manewr Lövseta
- test Ludloffa-Hohmanna
- test Lundha
- przesłona Lysholma

## M
- operacja Maddena
- kark Madelunga – Otto Madelung
- metoda Madlenera
- kleszcze Madurowicza
- metoda Maitlanda
- test Manninga
- odczyn Mantoux – Charles Mantoux
- operacja Mariona
- klasyfikacja Marsha
- operacja Marshalla-Krantza-Marchettiego
- objaw Martina
- próba Mastera
- metoda Mauriceau-Veit-Smelliego
- histerektomia sposobem Maylarda
- igłotrzymacz Mayo
- nożyczki Mayo
- szew McDonalda
- linia McGregora
- manewr McRobertsa
- operacja Meigsa – Joe Vincent Meigs
- typy Meltona-Riggsa
- próba Meltzera-Lyona
- nożyczki Metzenbauma
- czworobok Michaelisa
- zacisk Mikulicza – Jan Mikulicz-Radecki
- operacja Milesa – William Ernest Miles
- test Milla
- nożyczki Monaghana
- reguła Monro-Kelliego
- odruch Moro – Ernst Moro
- metoda Mulligana
- manewr Müllera

## N
- reguła Naegelego, miednica Naegelego, kleszcze Naegelego, perforator Naegelego
- test Neera
- odczyn Nelsona-Mayera
- fundoplikacja Nissena
- operacja Norwooda
- próba Nylandera
- gwóźdź Nyströma

## O
- hak Obwegesera
- metoda Ogino-Knausa
- linie Ombredanne'a-Perkinsa
- wiskozymetr Ostwalda
- zacisk Overholta

## P
- reguła Parklanda
- zabieg Pateya
- objaw Patricka – Hugh Talbot Patrick
- odczyn Paula
- odczyn Paul-Bunnella i Davidsona
- podział Pauwelsa, kąt Pauwelsa, osteotomia Pauwelsa
- test Payra
- zacisk Péana
- metoda Perlsa
- próba Perthesa – Georg Clemens Perthes
- szalka Petriego – Julius Richard Petri
- cięcie Pfannenstiela – Hermann Johannes Pfannenstiel
- histerektomia sposobem Pfannenstiela
- manewr Phalena – George S. Phalen
- słuchawka Pinarda, manewr Pinarda – Adolphe Pinard
- skala Pirqueta, odczyn Pirqueta
- balon Politzera – Adam Politzer
- metoda Ponsetiego
- zasada Potta
- skala Pradera, orchidometr Pradera – Andrea Prader
- objaw Prehna
- krzywa Price’a-Jonesa

## Q
- próba Queckenstedta – Hans Heinrich Georg Queckenstedt
- próba Querido
- metoda Quicka, czas protrombinowy Quicka

## R
- kryteria Ransona
- skala Reida
- komórki Reitera
- odczyn Rieckenberga
- roztwór Ringera – Sydney Ringer
- metoda Riva-Rocciego – Scipione Riva-Rocci
- odczyn Rivalty-Janowskiego
- miednica Robertsa
- skala Rockalla
- skala Rodnana
- zacisk Roedera, spinak Roedera
- metoda Romanowskiego
- test Ropes
- linia Rosera-Nelatona
- metoda Rosina
- skala Rossa
- hak typu Roux
- manewry Rubina
- zacisk Rumeya

## S
- odczyn Sabina-Feldmana
- klasyfikacja Saltera-Harrisa
- metoda Sanforda
- skala Savary-Millera
- test Saxona
- kleszcze Scanzoniego
- operacja Schauty-Stoeckela
- odczyn Schicka – Béla Schick
- test Schillinga – Robert F. Schilling
- test Schirmera – Otto Schirmer
- cięcie Schuchardta
- odczyn Schultza-Charltona
- mechanizm Schultzego, wahania Schultzego – Bernhard Sigismund Schultze
- próba Schwabacha – Dagobert Schwabach
- odczyn Schwartzmanna
- rękoczyn Sellicka – Brian Arthur Sellick
- zgłębnik Sengstakena-Blakemore’a – Robert W. Sengstaken, Arthur H. Blakemore
- szew Shirodkara
- nożyce Siebolda
- wziernik Siegle'a
- pozycja Simsa
- test Simsa-Hühnera
- operacja Sistrunka
- test Slocuma
- perforator Smelliego
- gwóźdź Smitha-Petersena
- tablice Snellena – Hermann Snellen
- wskaźnik Sokolowa-Lyona – Maurice Sokolow, Thomas P. Lyon
- test Spurlinga
- próba Stauba
- gwóźdź Steinmanna
- projekcja Stenversa
- operacja Strassmanna
- odczyn Straussa
- zabieg Stretta
- operacja Subboth-Mitra
- operacja Sugiury – Mitsuo Sugiura
- cewnik Swana-Ganza

## T
- próba Takaty-Ary – Maki Takata, K. Ara
- białko Tamma-Horsfalla – Igor Tamm, Frank L. Horsfall
- skala Tannera
- metoda Tannera-Whitehouse’a – J.M. Tanner, R.H. Whitehouse
- plamki Tardieu
- próba Taschena
- kryształy Teichmanna – Ludwik Teichmann
- cewnik Tenckhoffa
- szyna Thomasa, obcas Thomasa
- test Thomsona
- próba Thorna
- wskaźnik Tiffeneau, próba Tiffeneau – Robert Tiffeneau
- nóż Tobolda
- fundoplikacja Toupeta – André Toupet
- próba Traugotta
- pozycja Trendelenburga – Friedrich Trendelenburg
- próba Trendelenburga – Friedrich Trendelenburg
- ułożenie Trendelenburga – Friedrich Trendelenburg
- obręcz Turnerra-Warwicka
- test Tzancka – Arnault Tzanck

## U
- próba Uhlenhutha – Paul Uhlenhuth
- zabieg Urbana

## V
- punkty Valleixa – Francois Louis Isidore Valleix
- próba Valsalvy – Antonio Maria Valsalva
- odczyn van den Bergha – Abraham Albert Hijmans van den Bergh
- metoda Vasterlinga
- waginoplastyka Vechettiego
- manewr Veita-Smelliego
- igła Veressa – Janos Veress
- metoda Villareta
- triada Virchowa – Rudolf Virchow
- odczyn Vogesa-Proskauera
- metoda Vojty – Vaclav Vojta
- próba Volharda – Franz Volhard
- odczyn Volmera

## W
- odczyn Waalera-Rosego
- test Wady – Juhn Atsushi Wada
- reguła Wallace’a
- odczyn Wassermanna – August Wassermann
- próba Webera
- popręg Webera
- skala Wechslera
- odczyn Weigla
- odczyn Wellensteina-Kobera
- klem Wertheima
- operacja Wertheima
- operacja Wertheima-Meigsa
- imadło Wertheima-Bozemana
- przyrząd Westergreena
- próba Widmarka – Erik M. P. Widmark
- czynnik von Willebranda
- klasyfikacja Vaughana Williamsa
- operacja Winckelmanna
- nożyce Wintera
- plamki Wiszniewskiego
- lampa Wooda
- manewr Woodsa
- odczyn Wrighta
- objaw Wydlera

## Y
- test Yargasona

## Z
- chwyt Zangemeistera – Wilhelm Zangemeister
- manewr Zavanelliego – William Angelo Zavanelli
- klem Zeppelina
- szyna Zimmera
- próba Zimnickiego